# Nelson Teich
Nelson Luiz Sperle Teich (Rio de Janeiro, 24 de julho de 1957) é um médico oncologista, consultor em saúde e empresário brasileiro. Foi ministro da Saúde do Brasil de 17 de abril até 15 de maio de 2020.

## Vida pessoal
Nascido em uma família judaica, foi criado na Rua Pedro de Carvalho, localizada no Méier, bairro da Zona Norte do Rio de Janeiro.
Teve uma carreira expressiva no futebol de salão de base como goleiro na década de 1970. Defendendo o Sport Club Mackenzie, tornou-se tricampeão estadual infantil e infanto-juvenil, algo que o levou à seleção carioca, onde também foi campeão brasileiro.
O pai foi o representante comercial Pedro Francisco Teich Filho, falecido em 12 de junho de 2013, aos 81 anos de idade. As causas apontadas para a morte foram pneumonia, bronquiectasia, câncer de pâncreas e Parkinson. Deixou de herança para o filho três imóveis, que somam 158 mil reais.
Tem seis filhos, sendo que uma das filhas é diretora de Economia da Saúde do Hospital Israelita Albert Einstein.

## Formação acadêmica
É formado em Medicina pela Universidade do Estado do Rio de Janeiro (UERJ), fez residência médica pelo Hospital de Ipanema (1987) e em Oncologia Clínica pelo Instituto Nacional de Câncer (1990). Em 1998, concluiu MBA em Administração de Saúde pelo Instituto de Pós-Graduação e Pesquisa em Administração (COPPEAD) da Universidade Federal do Rio de Janeiro (UFRJ). Em 2006, também concluiu MBA em Gestão de Negócios pelo Instituto Brasileiro de Mercado de Capitais (IBMEC).
Na Universidade de Iorque, onde está realizando seu PhD, é orientado por Laura Bojke e Mike Drummond. Sua pesquisa é focada no tratamento de câncer no Brasil e na melhoria da eficiência técnica. Na própria Universidade, realizou um mestrado em Avaliação Econômica para Avaliação de Tecnologias em Saúde.
É membro do corpo editorial do American Journal of Medical Quality.

## Carreira
Fundou o Grupo Clínicas Oncológicas Integradas (COI), em 1990, e foi seu presidente até 2018 (em 2015, a empresa foi comprada pela UHG/Amil). Em 2009, fundou a organização não governamental COI Instituto de Gestão, Educação e Pesquisa, da qual é presidente pro bono, com o objetivo de realizar pesquisas clínicas e projetos, execução de programas de treinamento e educação em diversas áreas ligadas ao cuidado com o câncer.
Entre 2010 e 2011, prestou consultoria na área de economia da saúde ao Hospital Israelita Albert Einstein.
É sócio do Teich & Teich Health Care, empresa que presta apoio à gestão de saúde, e diretor executivo da MedInsight. Também atuou como consultor informal na campanha presidencial de Jair Bolsonaro em 2018, sendo cotado para assumir o Ministério da Saúde, que inicialmente foi assumido por Luiz Henrique Mandetta. Entre setembro de 2019 e janeiro de 2020, atuou como assessor do secretário de Ciência, Tecnologia e Insumos Estratégicos do Ministério, Denizar Vianna, de quem foi sócio na empresa MDI Instituto de Educação e Pesquisa (que funcionou entre março de 2009 e fevereiro de 2019).

## Ministro da Saúde
Foi nomeado ministro da Saúde, em 16 de abril de 2020, devido à demissão de Luiz Henrique Mandetta, que havia semanas que apresentava divergências com o presidente Jair Bolsonaro acerca da política de isolamento social durante a pandemia de COVID-19. Aceitou o cargo após reunião com o presidente no mesmo dia, sendo oficialmente empossado no dia seguinte.

### Crítica à compra de equipamentos médicos
Em vídeo para o canal do Grupo Oncologia Brasil, questiona a compra de equipamentos médicos para o atendimento às vítimas da pandemia de COVID-19.
| “ | O exemplo que estou te dando agora é o seguinte: a gente estava conversando lá com o pessoal… Essa compra de aparelhos, de insumos, tudo isso. Se você comprar tudo para todo lugar ao mesmo tempo é um volume de dinheiro muito maior que se você tivesse parado para comparar a evolução dos diferentes países do Brasil e fosse remanejando. Porque, por exemplo, hoje você tem um número de ventiladores mecânicos que você precisa, aí de repente você dobra a sua quantidade de ventilador mecânico. O que você vai fazer com isso depois? | ” |
|   | |   |

Referente a quarentena, Nelson Teich é defensor de um modelo semelhante ao da Coreia do Sul, que visa o isolamento horizontal como forma de conter os avanços da epidemia do novo coronavírus.

### Demissão
Em 15 de maio de 2020, Nelson Teich pediu demissão do Ministério da Saúde, após ser contrariado pelo presidente Jair Bolsonaro acerca do uso da cloroquina em pacientes com sintomas leves de coronavírus e da adoção de uma política de isolamento horizontal no país.
Uma semana após a sua demissão, foi convidado para retornar ao Ministério da Saúde, mas dessa vez como membro do conselho. Teich negou o convite e pelo Twitter declarou que: "Não seria coerente ter deixado o cargo de Ministro da Saúde na semana passada e aceitar a posição de Conselheiro na semana seguinte”.